# Elena Santarelli
Elena Santarelli (Latina, 18 agosto 1981) è una conduttrice televisiva, attrice, showgirl ed ex modella italiana.

## Biografia

### Carriera
Nata a Latina il 18 agosto 1981 da Enrico Santarelli e Patrizia Righetti, sorella dell’ex calciatore Ubaldo, è cresciuta nella vicina Sermoneta, ha frequentato il liceo classico Statale «Dante Alighieri» di Latina per pochi anni e in seguito si è trasferita in un istituto privato in cui si è diplomata.
Dopo aver mosso i primi passi come modella, sfilando per Giorgio Armani, Laura Biagiotti, Gai Mattiolo e molte altre firme dell'alta moda, nel 1998 vince il concorso italiano Elite Model Look, che farà parlare di lei come di una nuova Valeria Mazza.
Tuttavia sarà soltanto l'ingaggio come valletta nel programma televisivo, condotto da Amadeus, L'eredità, a farla conoscere al grande pubblico e a consentirle di partecipare, nella stagione 2004-2005, al fianco di Enrico Varriale, al programma sportivo Stadio Sprint di Rai 2. Nell’autunno del 2005 partecipa come concorrente alla terza edizione del reality show L'isola dei famosi, venendo eliminata in semifinale con il 79% dei voti. In seguito esce il suo primo calendario sexy per la rivista Max.
Il 19 marzo 2006 presenta la cerimonia di chiusura dei IX Giochi paralimpici invernali di Torino, e conduce il varietà di Rai 2 BravoGrazie, insieme con Bruno Gambarotta. Esordisce anche sul grande schermo con i film Vita Smeralda, con la regia di Jerry Calà, e Commediasexi, con la regia di Alessandro D'Alatri. Inoltre posa senza veli per un calendario della ditta Riello.
Nel settembre 2007 entra a far parte dei conduttori di MTV presentando dapprima Total Request Live On Tour e in seguito Total Request Live, al fianco di Alessandro Cattelan e successivamente con Carlo Pastore, rimanendo in forza al programma fino a febbraio 2010. Sempre per MTV, il 17 maggio 2008 presenta la terza edizione dei TRL Awards.

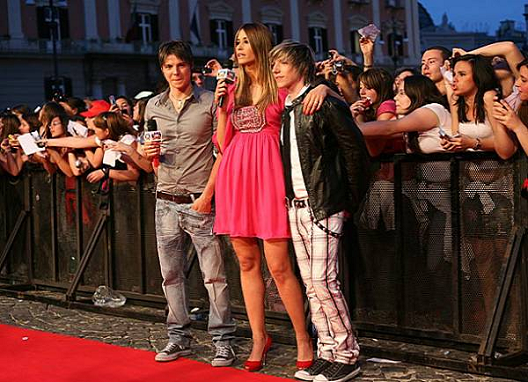
Elena Santarelli sul tappeto rosso dei TRL Awards 2008 con i Sonohra

Sempre nel 2007, co-conduce al fianco di Enrico Bertolino il programma satirico Glob - L'osceno del villaggio su Rai 3, e interpreta il personaggio di Caterina Farini nella sit-com di Italia 1 Camera Café, ruolo che ha ricoperto fino al 2008.
Nel 2010 è la primadonna del talk show in seconda serata Kalispéra!, al fianco del giornalista Alfonso Signorini. Nello stesso mese partecipa come inviata alla finale della Mediafriends Cup, evento calcistico benefico delle reti Mediaset. Nella primavera del 2011 conduce Plastik - Ultrabellezza su Italia 1. A dicembre dello stesso anno affianca nuovamente Alfonso Signorini nel programma Kalispéra, spostato in prima serata.
Tra 2014 e 2015 recita per la prima volta a teatro nella commedia diretta da Alessandro D'Alatri Quando la moglie è in vacanza. Il 1º giugno 2015 è, assieme a Belén Rodríguez, al fianco di Paolo Bonolis nella conduzione della serata Arena di Verona, lo spettacolo sta per iniziare, trasmessa in prima serata su Canale 5 due giorni dopo.
Dal 15 settembre 2018 torna in televisione prendendo parte come opinionista fissa assieme a Rita dalla Chiesa e Mauro Coruzzi al programma Italia sì, condotto da Marco Liorni il sabato pomeriggio su Rai 1, ruolo per il quale viene confermata anche nella successiva stagione televisiva. Nel 2019 torna anche a recitare prendendo parte al film Se mi vuoi bene, scritto e diretto da Fausto Brizzi. Nello stesso anno pubblica il suo primo libro, intitolato Una mamma lo sa.
Nell'autunno del 2021 è tra le conduttrici a rotazione de Le Iene, dove conduce assieme a Nicola Savino la puntata del 16 novembre. Il 30 novembre 2021 viene pubblicato il suo secondo libro dal titolo Quando una mamma non lo sa, scritto assieme alla psicologa Anna Rita Verardo.

### Vita privata
È legata sentimentalmente dal 2006 all'ex calciatore Bernardo Corradi, che ha sposato il 2 giugno 2014 e con il quale ha avuto due figli.

## Filmografia

### Cinema
- Il pranzo della domenica, regia di Carlo Vanzina (2003)
- Vita Smeralda, regia di Jerry Calà (2006)
- Commediasexi, regia di Alessandro D'Alatri (2006)
- Baciato dalla fortuna, regia di Paolo Costella (2011)
- Se mi vuoi bene, regia di Fausto Brizzi (2019)

### Televisione
- Camera Café – serie TV, 53 episodi (2004-2007)
- Don Matteo – serie TV, episodio 8x15 (2011)

## Teatro
- Quando la moglie è in vacanza, regia di Alessandro D'Alatri (2014-2015)

## Programmi televisivi
- L'eredità (Rai 1, 2002-2004) Ereditiera
- Stadio Sprint (Rai 2, 2004-2005) Co-conduttrice
- L'isola dei famosi 3 (Rai 2, 2005) Concorrente
- IX Giochi paralimpici invernali (Rai 2, 2006)
- BravoGrazie (Rai 2, 2006)
- L'isola dei famosi 4 (Rai 2, 2006) Opinionista
- Glob - L'osceno del villaggio (Rai 3, 2007) Co-conduttrice
- Total Request Live On Tour (MTV, 2007-2008)
- Total Request Live (MTV, 2007-2010)
- TRL Awards 2008 (MTV, 2008)
- Mediafriends Cup (Canale 5, 2010) Inviata
- Kalispéra (Canale 5, 2010-2011) Primadonna
- Plastik - Ultrabellezza (Italia 1, 2011)
- Arena di Verona, lo spettacolo sta per iniziare (Canale 5, 2015) Co-conduttrice
- ItaliaSì! (Rai 1, 2018-2020) Opinionista
  - Sanremo Giovani a ItaliaSì! (Rai 1, 2019) Opinionista
  - ItaliaSì! Giorno per giorno (Rai 1, 2020) Opinionista
- Zecchino d'Oro (Rai 1, 2019) Giurata
- Le Iene (Italia 1, 2021) Co-conduttrice
- GialappaShow (TV8, 2023) Co-conduttrice

## Libri
- Elena Santarelli, Una mamma lo sa, Edizioni Piemme, 2019, ISBN 978-88-566-7338-8.
- Elena Santarelli, Quando una mamma non lo sa, Edizioni Piemme, 2021, ISBN 978-88-585-2788-7.

## Modella e testimonial
- modella per Parah (2006-2007)
- modella per Sandro Ferrone (2014-in corso)
- modella per Effek (2015)
- modella per Alberta Ferretti (2015-2018)
- modella per Bruna Rosso (2015-2016)
- volto per Briscola Pizza Society (2017)
- volto per Vernier Juwelry (2017)
- modella per Yamamay (2017)
- modella per Rucoline (2017)
- volto per Wella Professionals Hair (2017)
- volto per System Professional (2017-2018)
- volto per Acqua Rocchetta (2017-in corso)
- volto per Serravalle Designer Outlet (2018)
- modella per YNOT? (2018)
- volto per Germaine de Capuccini Italia (2018-in corso)
- volto per Nutella (2018-in corso)
- volto per Hoover (2019)
- volto per Kia Motors Italia (2019)
- modella per Pandora (2019)
- volto per Huawei (2019)
- volto per Barilla (2019)
- volto per Haribo (2021)
- volto per Manila Grace (2021)
- volto per Bulgari (2021-in corso)
- volto per AlmaCare (2021-in corso)
- volto per Imetec (2021-in corso)
- telepromozione per Golfetta (2022)